# Emoia ponapea
Emoia ponapea är en ödleart som beskrevs av  Kiester 1982. Emoia ponapea ingår i släktet Emoia och familjen skinkar. IUCN kategoriserar arten globalt som starkt hotad. Inga underarter finns listade i Catalogue of Life.